# Scopula trias
Scopula trias är en fjärilsart som beskrevs av W. Warren 1904. Scopula trias ingår i släktet Scopula och familjen mätare. Inga underarter finns listade.